# Бештоев, Хамидби Мухамедович
Хамидби Мухамедович Бештоев (5 мая 1943 — 13 мая 2016) — российский физик-теоретик, автор научных работ в области теории элементарных частиц. Доктор физико-математических наук, научный сотрудник Объединённого Института Ядерных Исследований (ОИЯИ) в Дубне, Московская область. Он считается одним из ведущих авторитетных учёных среди теоретиков в области изучения нейтрино солнца.

## Биография
Родился в мае 1943 г. в с. Кызбурун-3 Баксанского района Кабардино-Балкарской АССР. Там окончил десятилетку.
- 1961 — поступил на физический факультет Кабардино-Балкарского государственного университета (КБГУ).
- 1964 — перевелся на физический факультет Московского госуниверситета, который закончил в 1968 г.
- 1968 — 1972 — аспирант физического факультета Московского госуниверситета.
- 1972 — 1990 — работал в КБГУ, где читал курс лекций по физике элементарных частиц.
- 1974 — защитил диссертацию на соискание ученой степени кандидата физико-математических наук на тему "Унитарно-симметричное обобщение статистической теории множественного образования частиц".
- 1977 — 1992 — сотрудник Баксанской нейтринной обсерватории.
- 2012 — защитил диссертацию на соискание ученой степени доктора физико-математических наук на тему “Смешивания (осцилляции) нейтральных мезонов и нейтрино и проблема солнечных нейтрино”.
- с 30 марта 1992г. — ?? — работал в Объединённом Институте Ядерных Исследований (ОИЯИ)[1].
- ?? — 2016 — ведущий научный сотрудник НИИ Прикладной математики и автоматизации Кабардино-Балкарского научного центра РАН[2].

## Научная деятельность
Бештоев Х. М. являлся высококвалифицированным специалистом по множественным процессам в сильных взаимодействиях при высоких энергиях, по космическим лучам (моделирование процессов при сверхвысоких энергиях), по общим вопросам физики элементарных частиц. В последнее время занимался вопросами теории слабых взаимодействий, в особенности, проблемами осцилляций нейтральных мезонов и нейтрино и проблемой солнечных нейтрино.
Показал, что при высоких энергиях в сильных взаимодействиях становятся равными парциальные сечения соответствующих каналов с рождением N частиц для частицы и античастицы, тогда равенство полных сечений для частицы и античастицы (т.е., теорема Померанчука) возникает при суммировании сечений по всем N каналам [1].
Им разработана программа по моделированию всех основных характеристик (адронов, мюонов и пр.) в широких атмосферных ливнях из первичного спектра космических лучей. Он также разработал метод извлечения состава первичных космических лучей из распределения кратных мюонов в широких атмосферных ливнях [2].
Х.М. Бештоевым проведена большая работа в области смешиванию и осцилляциям нейтрино, в одном из актуальных направлении современной физики:
Им развита стандартная квантомеханическая теория осцилляций нейтрино и построена модель осцилляции нейтрино в рамках физики элементарных частиц [3]. Такое же расширение теории осцилляций произведено и для мезонов [4]. На основе предложенного расширения им развит новый (нерезонансный) механизм усиления осцилляции нейтрино разных масс в веществе [5]. Х.М. Бештоев провел анализ механизма резонансного усиления осцилляций нейтрино в веществе. Показано, что из-за левостороннего характера слабых взаимодействий они не могут генерировать массы. В результате выяснилось, что это резонансное усиление в веществе не может возникнуть без нарушения закона сохранения энергии-импульса [6].
Экспериментальные данные, полученные в Супер-Камиоканде, подтверждают этот полученный вывод. В спектре солнечных нейтрино отсутствует излом, который должен был возникнуть при наличии резонансного усиления осцилляций. Эффект день-ночь (регенерация нейтрино при прохождении нейтрино через толщу Земли) также не наблюдается [7].
Решил проблему происхождения угла смешивания в предложенной им модели осцилляции нейтрино. Нашел новый тип виртуальных осцилляций (угол смешивания максимальный). Показал, что в стандартную теорию слабых взаимодействий невозможно включить майорановское нейтрино без нарушения калибровочной инвариантности [8], т.е. реалистичными являются только осцилляции между электронными, мюонными и тау нейтрино. Экспериментальные данные, полученные в СНО (Канада), подтверждают наличие только такого типа осцилляций нейтрино [9].
Кроме того, Х.М. Бештоевым предложен динамический аналог матриц Кабиббо-Кобаяши-Маскавы, т.е. динамическое расширение теории слабых взаимодействий, в которой появляются четыре пары тяжелых переносчиков слабого взаимодействия. Эти переносчики осуществляют переходы между различными семействами кварков. В рамках этого расширения рассчитаны осцилляции  мезонов [10].
Х.М. Бештоевым выполнена серия работ по черенковскому излучению в абсорбтивных средах. Выявлена роль мнимой части коэффициента преломления. Показано, что это приводит к резонансному излучения с шириной отличной от нуля вместо дельтообразного излучения [11]. Это ведет к изменению порогового поведения черенковского излучения, а именно, при cos z = c/vn = 1 это излучение отлично от нуля [12].
Х.М. Бештоевым выполнены работы по общим вопросам теории калибровочных полей и слабых взаимодействий.
Им показано, что в гравитационном поле массивного тела атомные и ядерные уровни сдвигаются, вследствие чего происходит красное смещение в спектрах атомных и ядерных излучений, совпадающее с измеренным в экспериментах красным смещением. Это означает, что фотоны двигаются в гравитационном поле без взаимодействия [13].
Им опубликовано более 150 научных работ.

## Собрание научных трудов
1. Бештоев Х. М., Труды 15-й междунар. конф. По космическим лучам, Пловдив, т.7, 1977. Бештоев Х. М., Сисакян А. Н., Сообщение ОИЯИ P2-9444, Дубна, 1976.
2. Бештоев Х. М., Архестов Г. Х. Ядерн. физика, 1988, т.47, с.753; Acta Phys. Polonica, 1989, v.B2, p. 885; Препр. ИЯИ РАН П-0656, Москва, 1990; Beshtoev Kh. M., JINR Comm. E2-93-203, Dubna, 1993.
3. Бештоев Х. М., Proceed. of 28th International Cosmic Ray Conference, Japan, 2003, V.3, p. 1503; 1507. Бештоев Х. М., Phys. of Elem. Part. and Atomic Nucl.(Particles and Nuclei), ЭЧАЯ 1996, т.27 N1, p. 53. Beshtoev Kh.M., Lett. to Particles and    Nuclei (ЭЧАЯ), 2007, т.4, N6, p. 789. Бештоев Х. М., Hadronic Journal, 1995, v.18, p. 169. Бештоев Х. М., JINR Rapid Communications, 3(71)-95.
4. Beshtoev Kh. M., Hadronic Journal v.23, 2000, p. 295; Nuclear Physics B (Proc. Supl.), 2011, v.219-220, p. 276-280.
5. Beshtoev Kh. M., Il Nuovo Cim., 1995, v.108A, p. 175; Turkish Journal of Physics 1996, v.20, p. 1245.
6. Beshtoev Kh. M., Journal of Modern Physics, 2011; 48-th all-Russian Conference on Problems of Physics of Particles, Physics of Plasma, …, Moscow, May 2012, p. 73.
7. Takeuchi Y. For the Super-Kamiokande collaboration, Nuclear Physics B Proceedings Supplement 00 (2011), p. 1–6. Fukuda Y. et al., Phys Rev. Lett., 2001, v.25, p. 5651; Phys. Lett.B, 2002, v.539 p. 179.; Bellini G. et al., arXive:1104.2150v1 [hep-ex], April 2011.
8. Beshtoev Kh. M., Letters to Physics of Elementary Particles and Atomic nuclei, 2009, v. 6 N5, p. 655; JINR Commun., E2-2010-85, Dubna, 2010
9. Ahmad Q. R. et al., Phys. Rev. Lett. 2002, v. 89, p. 011301-1; Phys. Rev. Lett.  2002,v.  89, p. 011302-1.
10. Beshtoev Kh. M., Hadronic Journal, 2000, v.23, p. 295; Bulletin of Peoples’ Friendship University of Russia, 2008, N2, p. 100.
11. Beshtoev Kh. M., Turkish Journal of Physics, 2001, v.25, p. 19.
12. Tyapkin A. A., JINR Rapid Commun. 3[60]-93, p. 25.
13. Beshtoev Kh. M., Physics Essays, 2000, v.13, p. 1.